# Dear My Boo
「Dear My Boo」(でぃあ まいぶー) は、當山みれいの4枚目のシングル。2018年3月7日にMASTERSIX FOUNDATIONより発売。

## 概要
- 初回生産限定盤(CD+DVD)、通常盤(CDのみ)の2形態がリリースされ、初回生産限定盤のDVDには「Dear My Boo」のMVが収録されている。
- CDの発売に先駆けて、2018年2月20日より「Dear My Boo」が先行配信された。
- 表題曲である「Dear My Boo」は、清水翔太の楽曲「My Boo」を女性目線のアンサーソングとしてカバーしたものである。
- MVはSpikey Johnが監督を務め、モデルの田中真琴が出演している[1]。

## 収録曲

### CD
1. Dear My Boo
  - 作詞：清水翔太・當山みれい / 作曲：清水翔太 / 編曲：Shingo.S

清水翔太の「My Boo」を女性目線でアレンジしたアンサーソング。
2. 願い〜あの頃のキミへ〜 Acoustic ver.
  - 作詞：童子-T / 作曲：童子-T・Shingo.S / 編曲：REO

前作『願い E.P.』収録楽曲のアコースティックバージョン。
3. My Way -the Sknow Remix-
  - 作詞：當山みれい・清水翔太 / 作曲：清水翔太 / 編曲：the Sknow

1stアルバム『My Way』収録楽曲のリミックスバージョン。
4. Dear My Boo -Instrumental-
  - 作曲：清水翔太 / 編曲：Shingo.S

### DVD
1. Dear My Boo -Music Video-